# Асса (притока Сунжі)
Асса (груз. ასა, інг. Эс, чеч. Iac) — річка на Північному Кавказі, права притока Сунжі.

## Географія

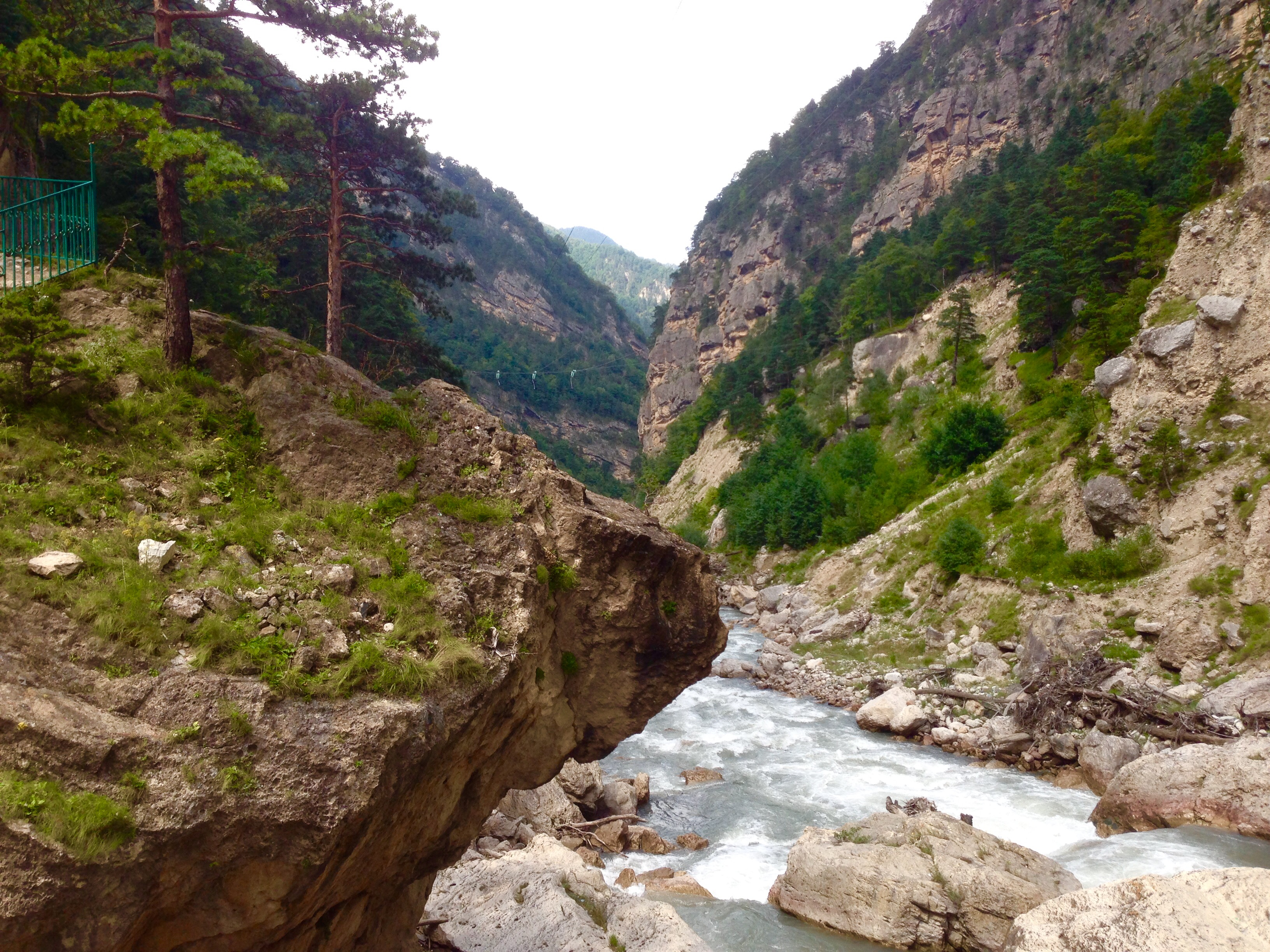
Ассинська ущелина, Інгушетія

Бере початок на північних схилах головного Кавказького хребта в Грузії. Утворюється в результаті злиття річок Чимгісцкалі і Цирцловнісцкалі на висоті 1806 м. Протікає по території Інгушетії і Чечні. Впадає в Сунжу поблизу села Закан-Юрт.
Довжина річки — 133 км, площа водозбірного басейну — 2060 км², ширина русла на рівнинних ділянках — понад 60 м. Річка Асса тече по території Грузії 20 кілометрів, в Інгушетії 91 кілометр, а по території Чечні — 32 км
Населені пункти, що стоять на річці Асса: Цейшти, Верхній Алкун, Нижній Алкун, Мужичі, Галашки, Алхасти, станиці Нестеровська і Ассиновська, Новий Шарой, Закан-Юрт.

## Дані водного реєстру
За даними державного водного реєстру Росії відноситься до Західно-Каспійського басейнового округу, водогосподарська ділянка річки Сунжа від витоку до міста Грозний. Річковий басейн річки — Річки басейну Каспійського моря межиріччя Терека і Волги.
Код об'єкта в державному водному реєстрі — 07020001112108200005482.